# Don't Let Me Down (Cellchromeの曲)
「Don't Let Me Down」（ドント・レット・ミー・ダウン）は、Cellchromeの楽曲。バンドの2枚目のシングルとして2017年12月13日にビーイングから発売された。

## 解説
TOKYO MX『お酒は夫婦になってから』主題歌及び日本テレビ『バズリズム02』11月度エンディング・テーマ。
本作でオリコン週間チャート100位以内にランクインされた。

## シングル収録トラック
全曲　作詞：Mizki
CD
1. Don't Let Me Down
作曲：小田桐ゆうき　編曲：中谷信行、小田桐ゆうき
2. Shake It On
作曲・編曲：no_my

DVD（初回限定生産）
1. Don't Let Me Down (MUSIC VIDEO)
2. Don't Let Me Down (MUSIC VIDEO メイキング)